# John Eardley-Wilmot

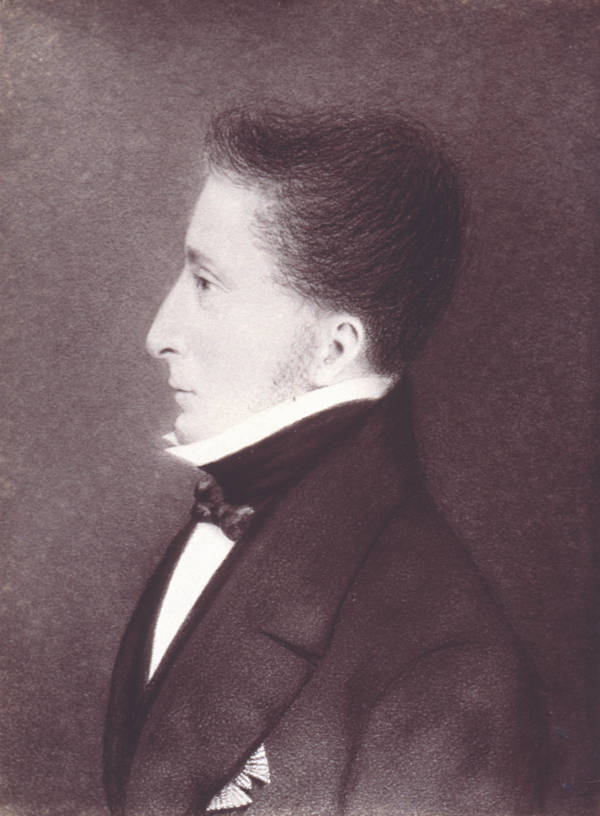
John Eardley-Wilmot

John Eardley-Wilmot (* 21. Februar 1783 in London, Vereinigtes Königreich; † 3. Februar 1847 in Hobart, Van-Diemens-Land (heute Tasmanien); offiziell Sir John Eardley-Wilmot, 1st Baronet) war ein britischer Jurist, Parlamentsabgeordneter und Vizegouverneur von Van-Diemens-Land.

## Leben
Wilmot wurde als Sohn von John Eardley-Wilmot und seiner Frau Frances in eine Juristenfamilie geboren; sein Großvater war Richter, sein Vater Inhaber einer Kanzlei. 1808 heiratete er Elizabeth Emma Parry sowie nach deren Tod 1818 im darauf folgenden Jahr Elizabeth Chester. 1821 wurde ihm der Titel Baronet verliehen. 1829 erhielt er einen Ehrendoktor von der University of Oxford, unter anderem für seine Schriften zur Reform des Jugendstrafrechts.
Von 1832 bis 1843 war Wilmot Mitglied des House of Commons, wo er sich bald Gruppe um Edward Stanley, dem damaligen Kriegs- und Kolonialminister, anschloss. 1843 wurde Wilmot recht überraschend zum Vizegouverneur von Van-Diemens-Land ernannt, was die Zeitung The Times mit dem Verdacht auf Ämtergeschacher kritisierte. Wilmot selbst verneinte stets, sich um das Amt bemüht zu haben. Am 17. August 1843 kam er – ohne seine Ehefrau, die in England geblieben war – in Hobart an.
Seit 1841 befand sich die Kolonie in einer wirtschaftlichen Krise, die viele Siedler inzwischen an den Rand der Insolvenz gebracht hatte und das Steueraufkommen erheblich reduzierte. Hinzu kam das damals neue Konzept der Bewährung, das bei den Strafgefangenen in Van-Diemens-Land getestet werden sollte; dabei war es den Häftlingen erlaubt, nach einer gewissen Zeit eine Arbeit aufzunehmen und dabei regulären Lohn zu verdienen. Dies stieß bei den Siedlern auf heftige Ablehnung, da sie bisher von der Zwangsarbeit der Sträflinge profitiert hatten. Des Weiteren sorgten die vielen in weitestgehender Freiheit lebenden Straftäter für Beunruhigung; auch musste dadurch die Anzahl der Bewacher aufgestockt werden, was wiederum zu höheren Ausgaben führte. Dies führte dazu, dass die Kolonie im Jahr 1844 praktisch bankrott war. Wilmots erreichte durch eine Reihe von Maßnahmen eine finanzielle Entspannung. Es gelang Wilmot, die englische Regierung davon zu überzeugen, für zwei Drittel der Kosten für Polizeitruppen und Justizmaßnahmen aufzukommen. Des Weiteren strich er die Ausgaben der Verwaltung radikal zusammen.
Nicht nur unter den Siedlern, sondern auch im Colonial Office war Wilmot jedoch bald sehr unbeliebt. So schickte er nur unzureichende Berichte über die Erfahrungen mit dem neuen Bewährungssystem nach England, ihm wurde zunehmend schlampiges Arbeiten unterstellt. Das Verhältnis zu den Siedlern erreichte einen Tiefpunkt, als die Verhandlungen über eine neue Verfassung der Kolonie im Oktober 1845 scheiterten. Auch mit dem örtlichen Bischof, Francis Nixon, lag Wilmot in Streit über die Rechte von Kirche und Staat, insbesondere innerhalb der Straflager. Schließlich erhielt das Kolonialbüro Kenntnis von Berichten über homosexuelle Ausschweifungen unter Sträflingen. Auch Wilmot wurde unterstellt, derartige Neigungen zu haben und seine Absetzung wurde beschlossen.
Als Wilmots im Oktober 1846 davon erfuhr, sah er sich als Opfer einer Verschwörung und forderte er die Einberufung einer Untersuchungskommission. Um Beweise zu sammeln, blieb er weiter in Hobart, selbst als sein Nachfolger William Denison am 25. Januar 1847 die Amtsgeschäfte übernahm. Bald wurde er jedoch krank und starb am 3. Februar 1847 an einer unbekannten Krankheit.